# Ridhima Pandey
Ridhima Pandey is een klimaatactiviste uit India die pleit voor actie tegen klimaatverandering. Op negenjarige leeftijd spande ze een rechtszaak aan tegen de Indiase regering omdat ze niet genoeg maatregelen had genomen om de klimaatverandering tegen te gaan. Ze was ook een van de klagers bij de Verenigde Naties, samen met verschillende andere jonge klimaatactivisten, tegen de nalatigheid van verschillende landen om actie te ondernemen tegen de klimaatcrisis. Daarom wordt ze in haar land ook wel de Indiase Greta Thunberg genoemd.

## Achtergrond
Pandey woont in Uttarakhand, een staat in het noorden van India. Haar vader, Dinesh Pandey, is ook een klimaatactivist. Pandey's huis in Uttarakhand is de afgelopen tien jaar getroffen door zwaar weer. In 2013 stierven meer dan 1000 mensen door overstromingen en aardverschuivingen. Bijna 100.000 mensen moesten uit de regio worden geëvacueerd. Volgens de Wereldbank zal door klimaatverandering de druk op de watervoorziening in India waarschijnlijk toenemen.

## Activisme
Op negenjarige leeftijd spande Pandey een rechtszaak aan tegen de Indiase regering omdat ze verzuimden om belangrijke maatregelen tegen klimaatverandering te nemen die waren afgesproken in het Akkoord van Parijs. Deze rechtszaak werd voorgelegd aan het National Green Tribunal (NGT), een in 2010 opgerichte rechtbank die zich uitsluitend bezighoudt met milieuzaken. Pandey vroeg de regering ook om een plan op te stellen om de CO2-uitstoot te verminderen en een landelijk plan om de impact van klimaatverandering te beteugelen, inclusief het verminderen van het gebruik van fossiele brandstoffen in India. In een interview met The Independent zei Pandey:
"My Government has failed to take steps to regulate and reduce greenhouse gas emissions, which are causing extreme climate conditions. This will impact both me and future generations. My country has huge potential to reduce the use of fossil fuels, and because of the Government's inaction I approached the National Green Tribunal."— The Independent, 1 april 2017
Het NGT wees haar verzoekschrift af en verklaarde dat dit 'onder de beoordeling van het milieupact' viel.
Tijdens haar aanvraag voor een Noors visum om naar Oslo te gaan, hoorde ze van een organisatie voor jonge klimaatactivisten. Ze benaderde de organisatie en werd geselecteerd om naar New York te gaan voor de 2019 UN Climate Action Summit Tijdens de top, op 23 september 2019 diende Pandey samen met vijftien andere jongeren, waaronder Greta Thunberg, Ayakha Melithafa en Alexandria Villaseñor, een klacht in bij het Comité voor de Rechten van het Kind van de Verenigde Naties en beschuldigde Argentinië, Brazilië, Duitsland, Frankrijk en Turkije het Verdrag inzake de rechten van het kind te schenden door de klimaatcrisis niet adequaat aan te pakken.
Pandey roept op tot een volledig verbod op plastic, met het argument dat de voortzetting van de productie het gevolg is van de vraag van de consument. Ze heeft ook de Indiase regering en de lokale autoriteiten opgeroepen om meer te doen om de rivier de Ganges schoon te maken. Ze zei dat hoewel de regering beweert de rivier schoon te maken, er niet veel is veranderd in de toestand van de rivier. Pandey wordt geciteerd in haar biografie op "ChildrenVsClimateCrisis" als haar doel:
"I want to save our future. I want to save the future of all the children and all people of future generations"
("Ik wil onze toekomst redden. Ik wil de toekomst van alle kinderen en alle mensen van toekomstige generaties redden")— ChildrenVsClimateCrisis
Pandey stond op de BBC-lijst 100 Women 2020 die op 23 november 2020 werd bekendgemaakt.